# Diocesi di Fata
La diocesi di Fata (in latino: Dioecesis Fatensis) è una sede soppressa e sede titolare della Chiesa cattolica.

## Storia
Fata, nell'odierna Algeria, è un'antica sede episcopale della provincia romana di Numidia.
Unico vescovo conosciuto di questa diocesi africana è Onorato, il cui nome appare al 107º posto nella lista dei vescovi della Numidia convocati a Cartagine dal re vandalo Unerico nel 484; Onorato, come tutti gli altri vescovi cattolici africani, fu condannato all'esilio.
Dal 1933 Fata è annoverata tra le sedi vescovili titolari della Chiesa cattolica; dall'8 novembre 2023 il vescovo titolare è Alcivan Tadeus Gomes de Araújo, vescovo ausiliare della Paraíba.

## Cronotassi

### Vescovi residenti
- Onorato † (menzionato nel 484)

### Vescovi titolari
- Franz Sales Zauner † (22 giugno 1949 - 1º gennaio 1956 succeduto vescovo di Linz)
- Odilo Etspueler, S.V.D. † (20 agosto 1956 - 18 febbraio 1978 dimesso)
- Daniel Camille Victor Marie Labille † (26 giugno 1978 - 16 febbraio 1984 nominato vescovo di Soissons)
- Paul Kazuhiro Mori † (3 dicembre 1984 - 2 settembre 2023 deceduto)
- Alcivan Tadeus Gomes de Araújo, dall'8 novembre 2023